# Diagram Swana

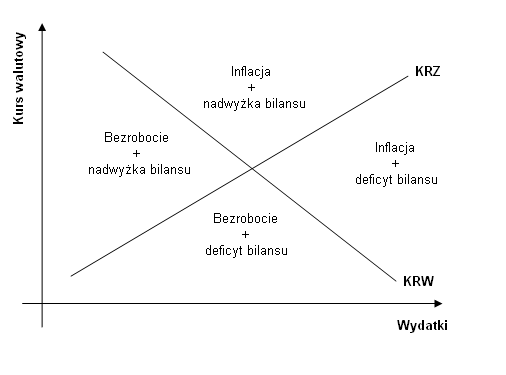
Diagram Swana

Diagram Swana, zwany również Diagramem Australijskim (ponieważ na początku był używany przez australijskich ekonomistów do modelowania australijskiej gospodarki w czasie Wielkiego Kryzysu), nazwany tak od nazwiska australijskiego ekonomisty Trewora Swana. Stworzony został z myślą o analizowaniu efektów dwóch rodzajów polityk: wpływających na krajową konsumpcję (czy też ogólnie wydatki) oraz wpływających na kurs walutowy i ich wpływie na równowagę wewnętrzną i zewnętrzną.

## Konstrukcja diagramu
Oś pozioma reprezentuje całkowitą sumę wydatków w danym kraju na konsumpcję, inwestycje oraz wydatki rządowe. Oś pionowa reprezentuje poziom kursu walutowego. Na wykresie wyznaczono również dwie krzywe: krzywą równowagi wewnętrznej (KRW) oraz krzywą równowagi zewnętrznej (KRZ). Krzywa równowagi wewnętrznej łączy punkty będące taką kombinacją wydatków i kursu walutowego, która pozwala utrzymać w gospodarce równowagę wewnętrzną (brak bezrobocia i inflacji). Wszystkie punkty poniżej tej krzywej oznaczają bezrobocie, a powyżej inflację. Krzywa równowagi zewnętrznej łączy punkty będące kombinacją kursu walutowego i wydatków, która oznacza dla gospodarki równowagę zewnętrzną (zrównoważony bilans płatniczy). Punkty poniżej te krzywej oznaczają deficyt bilansu płatniczego, natomiast powyżej nadwyżkę bilansu płatniczego, obydwa te stany w długim okresie są niepożądane.

## Interpretacja
Stan jednoczesnej, permanentnej równowagi wewnętrznej i zewnętrznej występuje niezwykle rzadko lub prawie wcale. Jednak diagram Swana okazuje się pomocnym i prostym narzędziem do określenia jakie kroki powinni przedsięwziąć rządzący (np. zwiększyć popyt krajowy lub zdeprecjonować walutę), aby doprowadzić gospodarkę do stanu względnej równowagi